# Uda (Tennō)

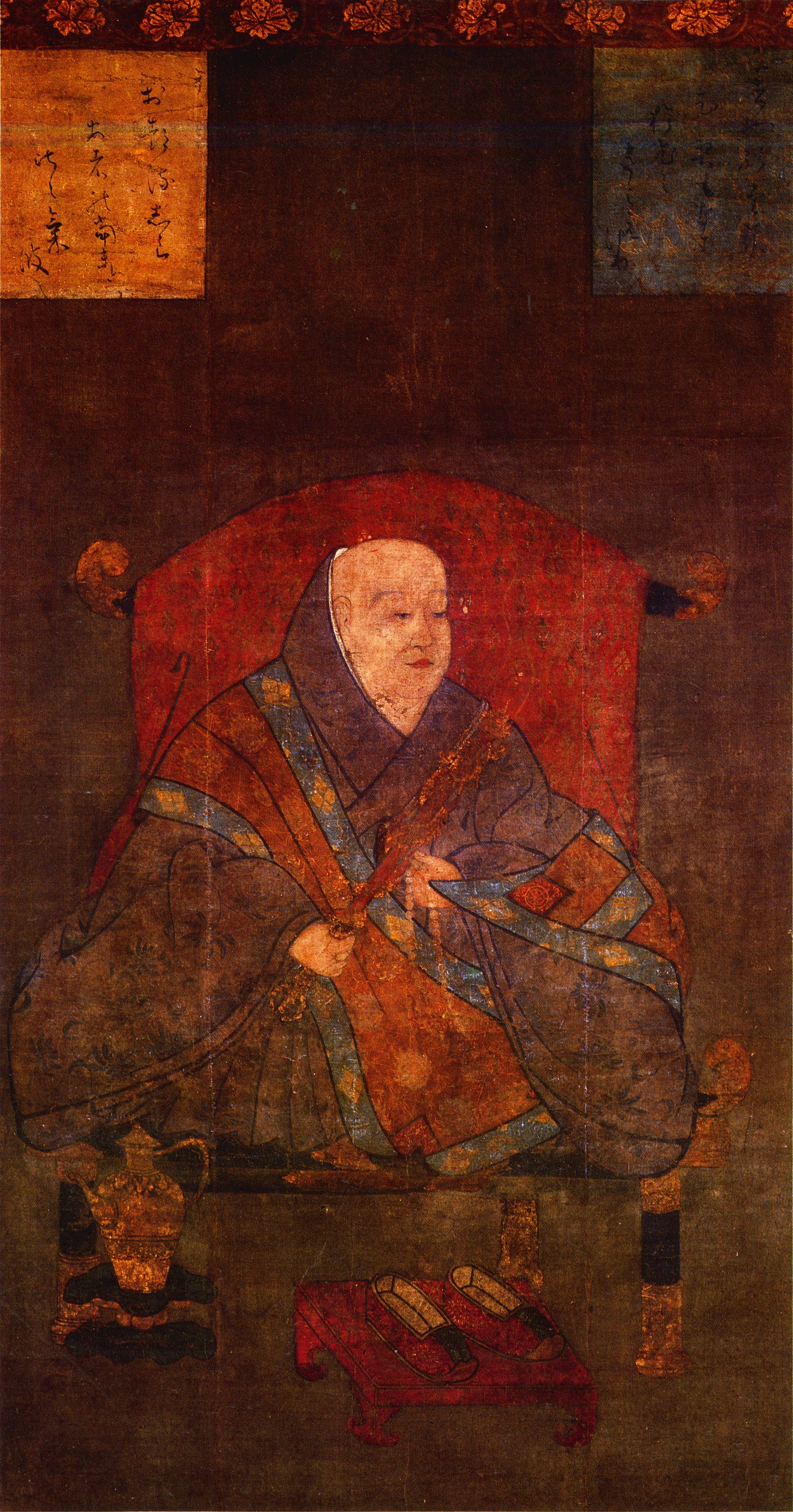
Kaiser Uda

Kaiser Uda (jap. 宇多天皇 Uda-tennō; Eigenname Sadami (定省) (* 10. Juni 867 (nach japanischem Kalender: 867/5/5); † 3. September 931 (931/7/19)) war der 59. Tennō von Japan. Er regierte vom 17. September 887 bis 4. August 897 (897/7/3), die Krönung erfolgte am 5. Dezember 887 (887/11/17).
Er war der siebte Sohn von Kaiser Kōkō. Seine Mutter war Prinzessin Madarako, eine Enkelin Kaiser Kammus. Sein Vater, Kaiser Kōkō, änderte den Rang seiner Söhne von Mitgliedern des Kaiserhauses zu Untertanen, um einerseits die Staatsausgaben zu reduzieren, andererseits ihren politischen Einfluss zu begrenzen. Sadami bekam den Clannamen Minamoto und wurde Minamoto no Sadami genannt. 887, als Kōkō einen Nachfolger ernennen musste, wurde Sadami wieder zum kaiserlichen Prinzen ernannt. Dies geschah mit Unterstützung des Kampaku (Regenten) Fujiwara no Mototsune, da Sadami durch eine Halbschwester Mototsunes adoptiert wurde.
Nach dem Tod seines Vaters bestieg er den Thron. Zu Beginn seiner Herrschaft behielt Mototsune weiter seinen Posten als Kampaku. Nach dessen Tod, waren Fujiwara no Tokihira und Sugawara no Michizane in Udas Gunsten. Uda versuchte den Einfluss der Fujiwara einzudämmen, unter anderem dadurch, dass er Sugawara no Michizane, der als der größte Kanshi-Dichter galt, wichtige Aufgaben übertrug.
Uda gründete den Tempel Ninna-ji und machte ihn nach seiner Abdankung 897 zu seiner Residenz. Sein Nachfolger wurde sein ältester Sohn mit einer Frau aus dem Clan der Fujiwara, Prinz Atsuhito. Dieser regierte als Kaiser Daigo.